# 蔵出し名人会
『蔵出し名人会』（くらだしめいじんかい）はNHKラジオ第1放送で、2025年4月19日から放送を開始した落語番組である。

## 放送時間
毎月、第3・第4・第5土曜日　19:25‐19:50  　案内は元NHKアナウンサーの水谷彰宏

## 概要
NHKが有するアーカイブの中から、落語を中心とする話芸の名演を厳選してお届けする。

### 紹介された落語家
- 2025年4月19日　桂枝雀・貧乏神（小佐田定雄）作
- 2025年4月26日　三笑亭可楽（8代目）・子別れ
- 2025年5月17日　柳家小三治・転宅
- 2025年5月24日　金原亭馬生・佐野山
- 2025年5月31日　古今亭志ん生・井戸の茶碗